# Rokitno (województwo śląskie)
Rokitno – wieś w Polsce położona w województwie śląskim, w powiecie zawierciańskim, w gminie Szczekociny.

## Nazwa
Miejscowość była wzmiankowana w formach Rokitno (1257), Rokythno (1470-80), Rokitno Rządowe (1877), Rokitno (1921). Jest to nazwa topograficzna wywodząca od słowa rokita ‘gatunek wierzby’. Drugi człon nazwy (Rządowe) miał charakter dzierżawczy. Odnosił się do faktu, że w XIX wieku wieś stanowiła własność rządową.

## Historia
Wieś położona w końcu XVI wieku w powiecie proszowskim województwa krakowskiego była własnością klasztoru klarysek w Krakowie. Do 1954 roku siedziba gminy Rokitno. W latach 1975–1998 miejscowość położona była w województwie częstochowskim.
Parafia pw. św. Marii Magdaleny, proboszcz: ks. Józef Szymański, mianowany w 1994 roku.
Okoliczne miejscowości: Wólka Ołudzka, Obiechów, Szczekociny, Ołudza, Zawada Pilicka, Grabiec.